# Ectothiorhodospiraceae
Las Ectothiorhodospiraceae son una familia de sulfobacterias, que se distingue por producir glóbulos de azufre fuera de sus células.  Son  generalmente marinas.
- Datos: Q149177
- Especies: Ectothiorhodospiraceae